# Киндратек, Юрий Илашевич
Юрий Илашевич Киндратек (1912—1958) — передовик советской отрасли лесное хозяйство, начальник участка Кутской сплавной конторы Глыбокского района Черновицкой области, Герой Социалистического Труда (1957).

## Биография
Родился в 1912 году в селе Долгополье Черновицкой области. В раннем возрасте начал трудиться в лесозаготовительной бригаде, вязал плоты.
Участник Великой Отечественной войны. В 1941 году был призван в ряды Вооружённых сил Советского Союза, участвовал в боевых действиях. За мужество проявленное в боях награждён орденом Красной Звезды.
В декабре 1945 года вернулся в родные края. Работал на восстановление сельского хозяйства. В 1948 году поступил на работу в Конятинскую сплавную контору. Сначала работал сплавщиком, а затем начальником участка. Одним из первых освоил сплав плотов по горным рекам. Несмотря на свою высокую должность сам лично становился на плот и обеспечивал сплав леса на Выжницкий лесосклад.
Указом Президиума Верховного Совета СССР от 5 октября 1957 года за выдающиеся производственные достижения в развитии лесной промышленности Юрию Илашевичу Киндратеку было присвоено звание Героя Социалистического Труда с вручением ордена Ленина и медали «Серп и Молот».
Умер в 1958 году.

## Награды
- золотая звезда «Серп и Молот» (05.10.1957)
- орден Ленина (05.10.1957)
- Орден Красной Звезды
- другие медали.